# Permission to Land
Permission to Land is het debuutalbum van The Darkness.

## Geschiedenis
Het album kwam uit op 7 juli 2003 en was meteen een succes. Het album stond vrijwel meteen op nummer 1 in de albumlijsten in Engeland en werd 5 keer met platina onderscheiden.
Het album werd in Chapel Studios in Lincolnshire opgenomen, hetgeen naar schatting ongeveer € 30.000 gekost zou hebben. Naast het commerciële succes kreeg het album ook zeer positieve reacties van recensenten.

## Nummers
1. "Black Shuck" – 3:20
2. "Get Your Hands off My Woman" – 2:46
3. "Growing on Me" – 3:29
4. "I Believe in a Thing Called Love" – 3:36
5. "Love Is Only a Feeling" – 4:19
6. "Givin' Up" – 3:34
7. "Stuck in a Rut" – 3:17
8. "Friday Night" – 2:56
9. "Love on the Rocks with No Ice" – 5:56
10. "Holding My Own" – 4:56

## B-sides
- "The Best of Me"
- "How Dare You Call This Love"
- "Bareback"
- "Makin' Out"
- "Physical Sex"
- "Out of My Hands"
- "Planning Permission"
- "Curse of the Tollund Man"

- - Alle muziek en tekst van Justin Hawkins, Dan Hawkins, Frankie Poullain en Ed Graham.

## The Darkness
| The Darkness     |                                  |
| ---------------- | -------------------------------- |
| Justin Hawkins   | Zang / gitaar / keyboard / piano |
| Dan Hawkins      | gitaar / achtergrondzang         |
| Frankie Poullain | Basgitaar                        |
| Ed Graham        | Drums                            |

## Singles
- 2003 - Get Your Hands off My Woman
- 2003 - Growing On Me
- 2003 - I Believe in A Thing Called Love
- 2004 - Love is Only a Feeling

## Video's
Van de nummers Growing On Me, I Believe in A Thing Called Love en Love is Only a Feeling zijn videoclips gemaakt.